# Monstera minima
Monstera minima Madison – gatunek wieloletnich, wiecznie zielonych pnączy z rodziny obrazkowatych, pochodzący z obszaru od Panamy do północno-zachodniej Kolumbii, zasiedlający lasy deszczowe strefy równikowej. Najmniejszy znany gatunek rodzaju Monstera. Żyje w podszycie lasu deszczowego, wspinając się na krzewy i małe drzewa w miejscach zacienionych i wilgotnych.
Pod nazwą tego gatunku w ofercie handlowej znajduje się roślina z innego rodzaju obrazkowatych – Rhaphidophora tetrasperma.

## Morfologia
PokrójMały wspinający się hemiepifit. Łodyga o długości 20–30 cm.
LiścieMałe, ciemnozielone, lancetowate, bez fenestracji. Długość 9–14 cm, szerokość 2–4 cm.
KwiatyZebrane w kwiatostan w kształcie kolby o długości 4,4 cm jest otoczony kremowobiałą pochwą.
OwoceDrobne, stożkowate jagody.

## Historia
Gatunek po raz pierwszy opisał Michael Madison w publikacji "A Revision of Monstera" w 1977, na podstawie okazu znalezionego w 1967 roku przez amerykańskiego botanika Jamesa A. Duke'a w Panamie. Od tego czasu uznawano gatunek za endemiczny dla Panamy. W 1999 roku jednak odnaleziono drugi okaz w rezerwacie przyrody El Amargal w departamencie Chocó w Kolumbii przez J. Jácome.

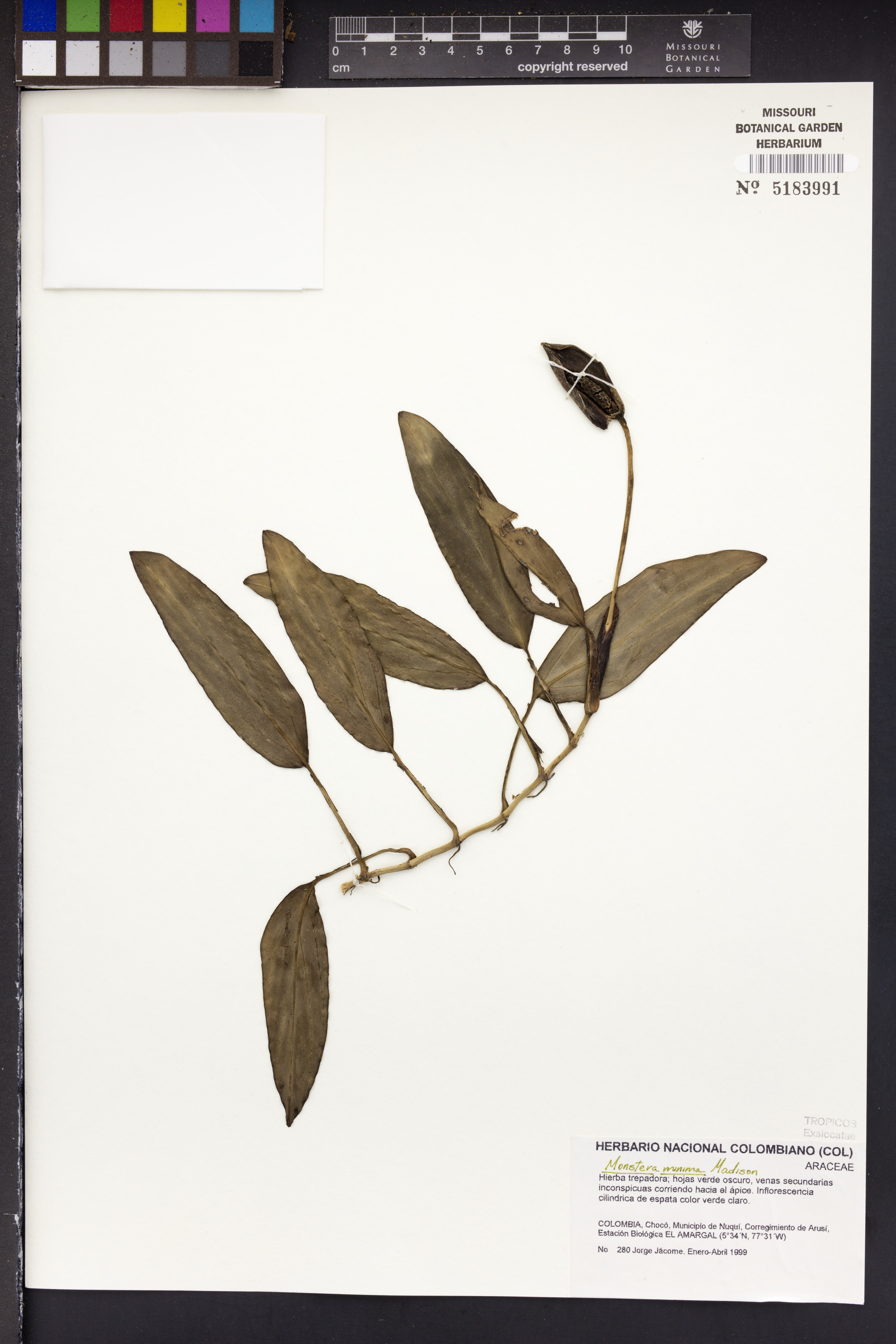
Okaz z 1999 roku